# Melatoninski receptor
Melatoninski receptor je G protein-spregnuti receptor koji vezuje melatonin.
Tri tipa melatoninskog receptora su bila klonirana. MT1 ( ili MTNR1A) i MT2 (Mel1B ili MTNR1B) receptorski tipovi su prisutni kod čoveka i drugih sisara, dok je dodatni melatoninski receptor tipa MT3 ( ili MTNR1C) bio identifikovan kod vodozemaca u ptica.

## Mod izražavanja
Kod sisara su melatoninski receptori nađeni u mozgu i pojedinim perifernim organima. Međutim, postoje znatne varijacije u gustini i lokaciji izražavanja melatoninskih receptora između vrsta.
MT1 tip je prisutan u pars tuberalis hipofize i suprahiazmatičnom jedru hipotalamusa. MT2 tip je uglavnom prisutan u retini. MT3 tip mnogih nižih kičmenjaka je izražen u raznim delovima mozga.

## Selektivni ligandi

### Agonisti
- Agomelatin
- Melatonin
- Ramelteon
- Tasimelteon
- [5]

### Antagonisti
- Afobazol
- Luzindol - N-acetil-2-benziltriptamin

## Spoljašnje veze
- „Melatonin Receptors”. IUPHAR Database of Receptors and Ion Channels. International Union of Basic and Clinical Pharmacology. Архивирано из оригинала 07. 03. 2014. г.
- Melatonin+Receptors на 